# Aerospatium
Aerospatium est un magazine quinzomadaire français indépendant traitant de l'industrie aéronautique et spatiale. Il a été fondé en 2015 par trois journalistes spécialistes du secteur : Stefan Barensky (espace), Caroline Bruneau (industrie), Gabrielle Carpel (technologie). Ils ont été rejoints en mars 2016 par le journaliste aéronautique Léo Barnier.
Le magazine fait aussi appel à des pigistes réguliers : Eugène Calat (aéronautique et industrie), Mariama Diallo (aéronautique et métiers), Frédéric Lert (défense et industrie), Antoine Meunier (espace), Jean-Marc Tanguy (défense).
Début 2017, Gabrielle Carpel et Léo Barnier ont quitté le média. Gabrielle Carpel a fondé le site DronesActu et Léo Barnier a rejoint la rédaction du Journal de l'Aviation.
Diffusé exclusivement sous format numérique, Aerospatium est membre du Syndicat de la presse indépendante d'information en ligne (SPIIL).

## Description
Son slogan est : « Le magazine qui prend de la hauteur ». 
Le magazine est publié un vendredi sur deux en format PDF, optimisé pour la lecture sur tablette, téléphone et ordinateur. Sa diffusion se fait sous abonnement auprès des particuliers, des entreprises et des institutions. Il est proposé sous un régime de licence qui permet sa diffusion sans restriction ni redevance au sein des sociétés et autres entités abonnées.
Il est associé à un site internet sur lequel certains articles réservés aux abonnés sont mis en ligne avant la publication du magazine.

## Historique
Le magazine a été créé à l'automne 2015 par trois journalistes issus de la rédaction de la revue Air & Cosmos, avec l'objectif de publier « des informations de qualité, pertinentes, sur l’actualité et les enjeux du secteur aéronautique et spatial » à destination d'un lectorat francophone international, notamment en France, Guyane française, Belgique, Suisse, au Luxembourg, au Québec et au Maghreb.
Afin de présenter la formule et de tester le principe de la diffusion numérique en format PDF, trois numéros prototypes, numérotés 0.1, 0.2 et 0.3, ont été publiés et mis à disposition gratuitement les 14 et 28 novembre ainsi que le 12 décembre 2015. Ils incorporent des dossiers détaillés sur les enjeux de la Conférence mondiale des radiocommunications, la Conférence de Paris sur le climat (COP21) et les lanceurs réutilisables.
L'équipe est rejointe par la journaliste Anne Musquère, spécialiste des hélicoptères et également ancienne de la rédaction d'Air & Cosmos.
Le premier numéro parait le 22 janvier 2016 avec une couverture consacrée aux drones.
À partir du n°5, publié le 18 mars 2016, la rubrique aéronautique est tenue par Léo Barnier, lui aussi issu de la rédaction d'Air & Cosmos.
En décembre 2019, pour clore l'année du cinquantenaire d'Apollo 11, le magazine publie un numéro hors-série consacré à « l'héritage industriel d'Apollo ».

## Influence
Fin 2018, le magazine, en la personne de son rédacteur en chef Stefan Barensky, est le seul média consulté par le groupe de travail « Espace » du Ministère français des Armées pour la définition de sa Stratégie spatiale de défense, présentée par Florence Parly le 25 juillet 2019.